# Анте
Ante /Анте/ – Термин в покера. Малък задължителен залог, който всеки на масата е длъжен да направи преди всяко раздаване. В игри с Анте тези залози образуват началния под. Това е различно от блиндовете, които се плащат от двама различни играчи всеки рунд. В Seven Card Stud и Five Card Draw често се ползват антета, въпреки това обикновено въпросът антета срещу блиндове се урежда от правилата на казиното.
В турнири с блиндове обикновено се добавят и антета след определено ниво на блиндовете, които антета всеки играч е задължен да плати, независимо дали е платил блинд или не.